# Lawnside
Lawnside és una població dels Estats Units a l'estat de Nova Jersey. Segons el cens del 2006 tenia 2.800 habitants.

## Demografia
Segons el cens del 2000, Lawnside tenia 2.692 habitants, 1.026 habitatges, i 700 famílies. La densitat de població era de 742,4 habitants/km².
Dels 1.026 habitatges en un 23,5% hi vivien nens de menys de 18 anys, en un 40,1% hi vivien parelles casades, en un 22,4% dones solteres, i en un 31,7% no eren unitats familiars. En el 28,4% dels habitatges hi vivien persones soles el 14,6% de les quals corresponia a persones de 65 anys o més que vivien soles. El nombre mitjà de persones vivint en cada habitatge era de 2,62 i el nombre mitjà de persones que vivien en cada família era de 3,23.
Per edats la població es repartia de la següent manera: un 23,3% tenia menys de 18 anys, un 7,4% entre 18 i 24, un 22,7% entre 25 i 44, un 27,8% de 45 a 60 i un 18,8% 65 anys o més.
L'edat mediana era de 42 anys. Per cada 100 dones de 18 o més anys hi havia 77,4 homes.
La renda mediana per habitatge era de 45.192 $ i la renda mediana per família de 55.197 $. Els homes tenien una renda mediana de 34.881 $ mentre que les dones 31.331 $. La renda per capita de la població era de 18.831 $. Aproximadament el 10,3% de les famílies i el 10,7% de la població estaven per davall del llindar de pobresa.

## Poblacions més properes
El següent diagrama mostra les poblacions més properes.